# Spider-Man: Battle for New York
Spider-Man: Battle for New York — компьютерная игра в жанре экшен 2006 года, основанная на серии комиксов Ultimate Spider-Man авторства Брайана Майкла Бендиса и Марка Багли о популярном супергерое компании Marvel Comics Человеке-пауке, действие которых разворачивается во вселенной Ultimate Marvel. Battle for New York была создана Torus Games и издана Activision для платформ Game Boy Advance и Nintendo DS и задумывалась как приквел к игре Ultimate Spider-Man (2005), где была возможность играть не только за главного героя Человека-паука, но и за его заклятого врага Венома. В Battle for New York игрок также управляет двумя персонажами, однако вместо Венома вторым протагонистом является Зелёный гоблин.
По сюжету, глава компании «Oscorp» Норман Озборн раскрывает тайну личности Человека-паука и узнаёт о происхождении его суперспособностей. Он решает поставить на себе аналогичный эксперимент, в результате которого не только приобретает сверхчеловеческие возможности, но и превращается в ужасного монстра Зелёного гоблина. Озборн заключает союз с королём преступного мира Нью-Йорка Кингпином и создаёт с помощью сыворотки ОЗ армию мутантов, чтобы захватить власть над городом. Человек-паук встаёт на защиту мирных жителей и вступает в конфронтацию с Зелёным гоблином.
В США релиз Battle for New York состоялся 14 ноября 2006 года, в то время как в Европе игра вышла 1 декабря. Она получила смешанные, преимущественно негативные отзывы от игровых журналистов. Рецензенты хвалили графику и концепцию прохождения кампании за героя и злодея, но, в то же время, критиковали отсутствие новаторства в игровом процессе и слабый сюжет.

## Игровой процесс

Скриншот из версии для DS, демонстрирующий двух протагонистов игры — Человека-паука и Зелёного гоблина

Battle for New York — это трёхмерный платформер, в котором игрок управляет супергероем Человеком-пауком и суперзлодеем Зелёным гоблином на закрытых уровнях; как правило это офисные здания, переулки и строящиеся небоскрёбы, расположенные в трёх районах Нью-Йорка — Бруклине, Квинсе и Манхэттене. Перемещение протагониста осуществляется таким образом, что вокруг него вращаются трёхмерные фоны, тогда как сам он остаётся в центре экрана. В версии для DS повествование разворачивается через всплывающие на экранах консоли графические панели, что создаёт эффект двухстраничного комикса, в стилистике которого они были нарисованы. Уровни в игре интерактивные, поэтому игрок периодически взаимодействует с предметами интерьера — так, например, он должен отключать электрические барьеры с помощью пультов управления. Между уровнями игрок может потратить заработанные очки на усиление обычных атак, паутинных атак, огненных шаров и увеличение количества здоровья. Когда игрок завершает уровень, тот становится доступен для повторного прохождения.
Человек-паук передвигается по локациям как пешком, так и ползая по стенам и потолку. Он может раскачиваться на паутине и притянуть себя к ближайшей стене после заполнения специальной «паутинной шкалы»; при помощи паутины он также окутывает встречающихся на пути врагов и препятствия, например вентиляторы. У него есть обычные и сильные атаки, а также четыре специальных приёма в версии для DS, расположенных на нижнем экране консоли. Важным элементом боевой системы является «паучье чутьё», которое предупреждает его об опасности и позволяет избежать урона. На уровнях он сталкивается с различными преступниками, которые атакуют его как кулаками, так и огнестрельным оружием; в последнем случае, враги могут нанести урон, находясь за пределами экрана, прежде чем Человек-паук доберётся до них. Игрок может избежать столкновений с врагами — для этого он не должен попадаться в радиус действия камер наблюдения. На некоторых этапах присутствуют боссы с собственными полосками жизни.
В версии для DS есть три мини-игры:
- Stroke game — чтобы спасти попавшего в беду человека, игрок должен провести по сенсорному экрану в направлении, в котором Человек-паук толкает, тянет или поднимает препятствующий предмет[3].
- Arm/Disarm game — Человек-паук взламывает компьютеры или протоколы безопасности при помощи нажатия кнопок в нужный момент[3].
- Web Draw game — во время сражений с обычными преступниками Человек-паук должен запечатать проходы своей паутиной, чтобы предотвратить появление новых врагов; при этом игрок рисует на сенсорном экране заранее заданный рисунок[3].

Управление за Зелёного гоблина практически идентично игровому процессу за Человека-паука, однако обычные атаки Гоблина более медленные и охватывают только ближние дистанции, поэтому врагов на среднем и дальнем расстояниях персонаж атакует различными огненными шарами — небольшим, тройным и массивным; последней механике отведена собственная шкала, которая заполняется по мере уничтожения попадающихся на пути гоблина людей. В отличие от Человека-паука, его противниками выступают охранники, агенты Щ.И.Т.а и преследующие его галлюцинации в виде призраков.

## Сюжет

### Персонажи и сеттинг
Действие игры разворачивается во вселенной Ultimate Marvel, созданной Marvel Comics для переосмысления её классических персонажей; здесь Питер Паркер по-прежнему является учащимся старшей школы Мидтауна, живёт в Куинсе со своей овдовевшей тётей Мэй Паркер, встречается с одноклассницей Мэри Джейн Уотсон и работает веб-дизайнером в популярной городской газете The Daily Bugle вместе с такими профессиональными журналистами, как Бен Урих. За время своей супергеройской карьеры он уже сталкивался с главой высокотехнологичной компании «Oscorp» Норманом Озборном и его альтер-эго Зелёным гоблином, а также королём преступного мира Нью-Йорка Кингпином, выдававшим себя за городского мецената Уилсона Фиска. Также Человек-паук дружит с другими сверхлюдьми, такими, как величайшие герои Земли Алтимейтс, и время от времени сотрудничает с директором секретной организации Щ.И.Т. Ником Фьюри.
Сюжет игры начинается с арки, охватившей выпуски #1-6 одноимённого комикса; Норман Озборн раскрывает не только тайну личности Человека-паука, но и источник его суперспособностей, и, в попытках воспроизвести их, испытывает на себе экспериментальный препарат ОЗ, который превращает его в ужасное чудовище Зелёного Гоблина. Он нападает на школу, в которой учится Питер Паркер, после чего юноша надевает супергеройский костюм и уводит суперзлодея подальше от учебного заведения. Их битва разгорается на Бруклинском мосту и вскоре в неё вмешиваются полицейские Нью-Йорка; под шквалом огня Гоблин падает в Ист-Ривер, откуда его вылавливают агенты Щ.И.Т.а и доставляют в Трискелион — тюрьму для особо опасных преступников.

### История
Ник Фьюри навещает Озборна в Трискелионе и устраивает ему допрос. Несмотря на меры предосторожности, Норману удаётся превратиться в Зелёного гоблина и совершить побег, попутно уничтожая вставших на его пути агентов. В это время Человек-паук прибывает в Чайна-таун, чтобы предотвратить уличные беспорядки; там он сражается с мутировавшим человеком, принявшим облик зелёной обезьяны. Питеру приходится покинуть место происшествия из-за появления агентов Щ.И.Т.а. Он решает продолжить расследование и обращается за помощью к Бену Уриху, который даёт ему наводку на Кингпина. Человек-паук проникает в Башню Фиска в поисках ответов, однако, по прибытии он сталкивается с нанятой Кингпином Серебряным Соболем. Человек-паук побеждает наёмницу, однако затем прибывает сам Фиск. Супергерой забирает из его офиса несколько документов, содержащих сведения о сверхлюдей, после чего сбегает.
Человек-паук прибывает по адресу, который он узнал из документов, где противостоит уличным головорезам. Вскоре там же появляется Ник Фьюри и раскрывает имя виновника последних событий — Нормана Озборна. На вопрос Питера, почему бездействуют Алтимейтс, Фьюри отвечает, что те заняты в Европе. Затем Человек-паук вновь навещает Уриха, который предоставляет ему информацию о найденном в Бруклине биологическом оружии. Установив несколько камер, чтобы собрать улики против Озборна, Человек-паук вступает в конфронтацию с гоблино-подобными мутантами; взломав протокол безопасности он узнаёт, что эти мутанты состоят на службе у Фиска. Супергерой возвращается в офис Кингпина и бросает ему вызов. Одержав победу, он узнаёт, что Фиск финансировал исследования Озборна, чтобы усилить своих подчинённых и захватить с их помощью Нью-Йорк.
Зелёный гоблин возвращается в своё логово и, увидев нокаутированных подчинённых, взрывает здание, чтобы замести следы. Придя к выводу, что формула ОЗ лишает его рассудка, Озборн отправляется в лабораторию на Манхэттене, чтобы нейтрализовать её воздействие. В офисе он сталкивается с Серебряным Соболем и побеждает её в бою. Человек-паук прибывает на место их сражения, однако Гоблин лишь натравливает на него свою армию мутантов, а сам уходит, чтобы разобраться с Фиском. Расправиться с бывшим партнёром ему не дают агенты Щ.И.Т.а, которые, тем не менее, оказываются не в состоянии задержать Гоблина.
Питер получает новую информацию от Уриха о возможном расположении ещё одной лаборатории Озборна и, по прибытии туда, сталкивается с её владельцем. Не заинтересованный в сражении Гоблин оставляет вместо себя электрического мутанта, а сам отправляется на летающий авианосец Геликарриер, чтобы разобраться с Фьюри. Несмотря на имеющееся в их распоряжении оружие, агентам Щ.И.Т.а не удаётся остановить Озборна, в результате чего Геликарриер терпит крушение. Между Гоблином и Человеком-пауком разворачивается финальная битва, из которой последний выходит победителем. Вскоре после этого прибывают Алтимейтс. Капитан Америка поздравляет супергероя с победой и призывает его отдохнуть, пока он и его товарищи-супергерои будут разбираться с последствиями злодеяний Зелёного гоблина.

## Разработка и продвижение
После выхода Ultimate Spider-Man разработчики планировали сделать Зелёного гоблина одним из игровых персонажей в так и не вышедшем сиквеле игры, как это было сделано с Веномом в оригинале. Эта идея была реализована в приквеле Ultimate Spider-Man, получившем название Spider-Man: Battle for New York. Разработчики хотели исследовать не только конфликт между Человеком-пауком и Зелёным гоблином, но и личности обоих персонажей: «В то время как Питер Паркер использует полученные способности на благо города, Норман Озборн в силу своего эгоизма упивается приобретённой силой и решает извлечь из неё личную выгоду» — заявил дизайнер Воан Маршалл. Torus Games разрабатывала Battle for New York на движке Vicarious Visions Alchemy, который Vicarious Visions использовала при создании версии Ultimate Spider-Man для Nintendo DS. За дизайн персонажей и графических панелей отвечал художник Рон Лим, ранее работавший над комиксами о Человеке-пауке, Серебряном Сёрфере и Чёрной пантере. По словам Лима, который также исполнял обязанности колориста, для игры были созданы 33 комиксные вставки. Художник рисовал фоны и персонажей по-отдельности, чтобы они не перекрывали движения друг друга на экране. В какой-то момент создатели планировали добавить в версию для DS многопользовательский режим, где игроки могли бы сражаться друг с другом в бою один на один.
Activision презентовала версию Battle for New York для Nintendo DS во время фестиваля развлечений и комиксов Comic Con 2006, где показала игровой процесс за Человека-паука; на тот момент разработчики не успели завершить работу над элементами игрового процесса с использованием сенсора, а сама игра была готова на 75%. 4 октября в сети появился трейлер версии для DS, а 11 октября — версии для GBA.
В версии для DS есть озвучка персонажей. Хотя Battle for New York является приквелом к Ultimate Spider-Man, единственными актёрами, которые приняли участие в работе над обоими проектами, являются Дэйв Фенной, озвучивший Ника Фьюри, и Дженнифер Хейл — голос Серебряного Соболя.

## Восприятие
| Сводный рейтинг       | Сводный рейтинг | Сводный рейтинг |
| Издание               | Оценка          | Оценка          |
| Издание               | DS              | GBA             |
| --------------------- | --------------- | --------------- |
| GameRankings          | 66,38 %         | 45,50 %         |
| Metacritic            | 68/100          | 41/100          |
| Иноязычные издания    |                 |                 |
| Издание               | Оценка          | Оценка          |
| Издание               | DS              | GBA             |
| 1UP.com               | C+              | N/A             |
| GameSpot              | 7/10            | 4/10            |
| GameZone              | 7,5/10          | N/A             |
| IGN                   | N/A             | 4,5/10          |
| Nintendo Power        | 6/10            | N/A             |
| Nintendo World Report | 6,5/10          | N/A             |
| Pocket Gamer          | 4/10            | N/A             |
| GamingNexus           | D               | N/A             |
| DigNews               | 7/10            | N/A             |
| GamingTrend           | 7/10            | N/A             |
| PGNx Media            | 8,5/10          | N/A             |

Battle for New York получила смешанные, преимущественно негативные отзывы от игровых журналистов. На Game Rankings средняя оценка версии для DS составляет 66,38 %, а для GBA — 45,50 %. На Metacritic версия для DS имеет 68 баллов из 100, а версия для GBA — 41 балл из 100.
В обзорах версии для DS критики по большей части хвалили графику и наличие двух протагонистов. В своей рецензии для GameSpot Фрэнк Прово заявил: «Если вам хоть немного нравится Человек-паук, то, скорее всего, вы найдете много поводов для улыбки за время столь короткого прохождения этой игры. Хотя Spider-Man: Battle for New York для Nintendo DS не слишком оригинальная и продолжительная, в ней есть достаточно стоящего контента». GameZone назвал игру «недооценённой», так как, по его мнению, «она отлично раскрывает противостояние нашего любимого Паучка и Зелёного гоблина». Несмотря на среднюю оценку 6 баллов из 10, Nintendo Power назвал Battle for New York «достойным платформером, который покажется фанатам комикса Ultimate Spider-Man занятным». С другой стороны, критике подвергались короткая продолжительность игры и устаревшее управление, которое не претерпело изменений с момента выхода предыдущих игр о Человеке-пауке. Comic Book Video Games охарактеризовал Battle for New York как «плохо переработанную Ultimate Spider-Man», сетуя на несбалансированных боссов и нераскрытый потенциал игрового процесса за Зелёного гоблина; он посоветовал игрокам не ждать от игры достойного продолжения игры-предшественницы. 1UP.com поставил игре оценку C+ и призвал разработчиков впредь не добавлять мини-игры с сенсорным экраном; рецензент резюмировал: «Игра напоминает мод на Viewtiful Joe (2003) с анимированными комиксными панелями среднего качества и приличной озвучкой, которые играют на руку повествованию. Тем не менее, само приключение — ни о чём. Фанаты останутся довольны, обычные геймеры испытают разочарование, а родители подберут подходящий подарочек для детишек». Марк Уолбанк из Pocket Gamer разделил мнение 1UP.com относительно единственных сильных сторон — «прекрасной комиксной интерлюдии и великолепной озвучки». По мнению Nintendo World Report, Battle for New York «не стоит своих денег» из-за «банального сюжета» и вторичности по отношению к портативной версии Ultimate Spider-Man.
Версия для GBA получила более низкие оценки. Крис Адамс из IGN похвалил её за визуальный комиксный стиль и трёхмерную анимацию персонажей, но, в то же время, раскритиковал «плоские и унылые фоны», плохо сконструированные уровни, ограничение механики раскачивания на паутине, а также отсутствие других видов обычных противников и простые сражения с боссами. Стивен Уайлдс из Cultured Vultures согласился с позицией Адамса относительно паутины Человека-паука и добавил, что функция раскачивания доставила ему неудобства при прохождении, так как из-за неё он часто попадал в огонь и под действие лазерных лучей; также рецензент раскритиковал боевую систему, назвав её «вялой», в частности игровой процесс за Зелёного гоблина, чьи удары ощущались слабыми и медлительными; проводя параллель между Гоблином и Веномом из Ultimate Spider-Man, он заявил, что за последнего было интереснее играть. Прово остался недоволен низким качеством графики и плохой обработкой звука по сравнению с другими играми про Человека-паука, а также неудачным программированием, из-за которого атаки персонажей проходили сквозь врагов «и сделали и без того сложную игру ещё сложнее».